# Râul Apele Vii
Râul Apele Vii este un curs de apă, afluent al râului Valea Rea. 

## Hărți
- Harta munții Vâlcan  Arhivat în 15 iunie 2011, la Wayback Machine.